# Jurij Grigorjev
Jurij Grigorjev (russisk: Юрий Валентинович Григо́рьев) (født 16. februar 1932 i Moskva i Sovjetunionen) er en sovjetisk filminstruktør, skuespiller og manuskriptforfatter.

## Filmografi
- Maltjiki (Мальчики, 1990)[1][2]